# Pterolophia
Pterolophia är ett släkte av skalbaggar. Pterolophia ingår i familjen långhorningar.

## Dottertaxa tillPterolophia, i alfabetisk ordning[1]
- Pterolophia aberrans
- Pterolophia adachii
- Pterolophia aeneipennis
- Pterolophia aequabilis
- Pterolophia aethiopica
- Pterolophia affinis
- Pterolophia agraria
- Pterolophia albanina
- Pterolophia albertisi
- Pterolophia albescens
- Pterolophia albicans
- Pterolophia albicollis
- Pterolophia albivenosa
- Pterolophia alboantennata
- Pterolophia albofasciata
- Pterolophia albohumeralis
- Pterolophia albolateralis
- Pterolophia albomaculata
- Pterolophia albomarmorata
- Pterolophia albonigra
- Pterolophia alboplagiata
- Pterolophia albopunctulata
- Pterolophia albosignata
- Pterolophia albotarsalis
- Pterolophia albovaria
- Pterolophia albovariegata
- Pterolophia albovittata
- Pterolophia albovitticollis
- Pterolophia allardi
- Pterolophia alorensis
- Pterolophia alternata
- Pterolophia andamana
- Pterolophia andamanensis
- Pterolophia andamanica
- Pterolophia andrewsi
- Pterolophia angusta
- Pterolophia annamensis
- Pterolophia annobonae
- Pterolophia annularis
- Pterolophia annulata
- Pterolophia annulitarsis
- Pterolophia anoplagiata
- Pterolophia antennata
- Pterolophia anticemaculata
- Pterolophia apicefasciata
- Pterolophia apicefasciculata
- Pterolophia apicefusca
- Pterolophia apicemaculata
- Pterolophia apiceplagiata
- Pterolophia apicespinosa
- Pterolophia approximata
- Pterolophia arabica
- Pterolophia arcuata
- Pterolophia armata
- Pterolophia arrowi
- Pterolophia arrowiana
- Pterolophia ashantica
- Pterolophia assamana
- Pterolophia assamensis
- Pterolophia assimilis
- Pterolophia assinica
- Pterolophia aurivillii
- Pterolophia australica
- Pterolophia australiensis
- Pterolophia australis
- Pterolophia baiensis
- Pterolophia baliana
- Pterolophia baloghi
- Pterolophia bambusae
- Pterolophia bangi
- Pterolophia banksi
- Pterolophia barbieri
- Pterolophia basalis
- Pterolophia basicristata
- Pterolophia basiflavipennis
- Pterolophia basilana
- Pterolophia basileensis
- Pterolophia basilewskyi
- Pterolophia basispinosa
- Pterolophia baudoni
- Pterolophia beccarii
- Pterolophia bedoci
- Pterolophia beesoni
- Pterolophia benjamini
- Pterolophia bialbomaculipennis
- Pterolophia biannulicornis
- Pterolophia biarcuata
- Pterolophia biarcuatoides
- Pterolophia bicarinata
- Pterolophia bicirculata
- Pterolophia bicolor
- Pterolophia bicoloriantennata
- Pterolophia bicostata
- Pterolophia bicristata
- Pterolophia bicristulata
- Pterolophia bifasciata
- Pterolophia biflavolineicollis
- Pterolophia bifuscomaculata
- Pterolophia bigibbera
- Pterolophia bigibbicollis
- Pterolophia bigibbosa
- Pterolophia bigibbulosa
- Pterolophia bigibbulosoides
- Pterolophia bilatevittata
- Pterolophia bilineaticeps
- Pterolophia bilineaticollis
- Pterolophia biloba
- Pterolophia bilunata
- Pterolophia bimaculata
- Pterolophia bimaculaticeps
- Pterolophia binaluana
- Pterolophia binaluanica
- Pterolophia binhana
- Pterolophia biochreovittata
- Pterolophia bipartita
- Pterolophia biplagiaticollis
- Pterolophia bipostfasciculata
- Pterolophia birmanica
- Pterolophia bisbinodula
- Pterolophia bispinosa
- Pterolophia bisulcaticollis
- Pterolophia bituberata
- Pterolophia bituberculata
- Pterolophia bituberculatithorax
- Pterolophia bituberculatoides
- Pterolophia bizonata
- Pterolophia blairiella
- Pterolophia bonthaini
- Pterolophia borneensis
- Pterolophia bottangensis
- Pterolophia brahma
- Pterolophia brevegibbosa
- Pterolophia brevicornis
- Pterolophia brunnea
- Pterolophia brunnescens
- Pterolophia bryanti
- Pterolophia burgeoni
- Pterolophia buruensis
- Pterolophia caballinus
- Pterolophia caffrariae
- Pterolophia calceoides
- Pterolophia caledonica
- Pterolophia cambodgensis
- Pterolophia camela
- Pterolophia camerunensis
- Pterolophia cana
- Pterolophia canescens
- Pterolophia capensis
- Pterolophia capreola
- Pterolophia carinata
- Pterolophia carinipennis
- Pterolophia carinulata
- Pterolophia casta
- Pterolophia castaneivora
- Pterolophia celebensis
- Pterolophia cervina
- Pterolophia ceylonensis
- Pterolophia ceylonica
- Pterolophia chapaensis
- Pterolophia chebana
- Pterolophia chekiangensis
- Pterolophia chinensis
- Pterolophia circulata
- Pterolophia clarior
- Pterolophia cochinchinensis
- Pterolophia colasi
- Pterolophia colffsi
- Pterolophia collarti
- Pterolophia collartiana
- Pterolophia compacta
- Pterolophia concreta
- Pterolophia conformis
- Pterolophia confusa
- Pterolophia conjecta
- Pterolophia conradti
- Pterolophia consimilis
- Pterolophia consularis
- Pterolophia convexa
- Pterolophia costalis
- Pterolophia costulata
- Pterolophia coxalis
- Pterolophia crassepuncta
- Pterolophia crassipes
- Pterolophia crenatocristata
- Pterolophia curticornis
- Pterolophia curvatocostata
- Pterolophia cylindricollis
- Pterolophia cylindripennis
- Pterolophia dahomeica
- Pterolophia dalbergiae
- Pterolophia dalbergicola
- Pterolophia dapensis
- Pterolophia dayremi
- Pterolophia declivis
- Pterolophia decolorata
- Pterolophia deducta
- Pterolophia deformis
- Pterolophia densefasciculata
- Pterolophia densepunctata
- Pterolophia dentaticornis
- Pterolophia denticollis
- Pterolophia dentifera
- Pterolophia detersa
- Pterolophia devittata
- Pterolophia digesta
- Pterolophia discalis
- Pterolophia discaloides
- Pterolophia diversefasciculata
- Pterolophia dohertyana
- Pterolophia dohrni
- Pterolophia dorsalis
- Pterolophia dorsivaria
- Pterolophia dorsotuberculare
- Pterolophia dubiosa
- Pterolophia duplicata
- Pterolophia dystasioides
- Pterolophia ecaudata
- Pterolophia egumensis
- Pterolophia elegans
- Pterolophia elongata
- Pterolophia elongatissima
- Pterolophia elongatula
- Pterolophia endroedyi
- Pterolophia enganensis
- Pterolophia ephippiata
- Pterolophia eritreensis
- Pterolophia everetti
- Pterolophia excavata
- Pterolophia excisa
- Pterolophia exigua
- Pterolophia externemaculata
- Pterolophia fasciata
- Pterolophia fasciatus
- Pterolophia fascicularis
- Pterolophia fasciolata
- Pterolophia ferrugata
- Pterolophia ferruginea
- Pterolophia ferrugineotincta
- Pterolophia finitima
- Pterolophia flavicollis
- Pterolophia flavofasciata
- Pterolophia flavolineata
- Pterolophia flavomarmorata
- Pterolophia flavopicta
- Pterolophia flavoplagiata
- Pterolophia flavopostscutellaris
- Pterolophia fletcheri
- Pterolophia forbesi
- Pterolophia formosana
- Pterolophia fortescapa
- Pterolophia forticornis
- Pterolophia fractilinea
- Pterolophia francoisi
- Pterolophia franzi
- Pterolophia freyi
- Pterolophia fuchsi
- Pterolophia fukiena
- Pterolophia fulva
- Pterolophia fulvescens
- Pterolophia fulvisparsa
- Pterolophia fulvobasalis
- Pterolophia funebris
- Pterolophia fusca
- Pterolophia fuscoapicata
- Pterolophia fuscobiplagiata
- Pterolophia fuscodiscalis
- Pterolophia fuscofasciata
- Pterolophia fuscolineata
- Pterolophia fuscomaculata
- Pterolophia fuscomarmorata
- Pterolophia fuscoplagiata
- Pterolophia fuscoscutellata
- Pterolophia fuscosericea
- Pterolophia fuscostictica
- Pterolophia gabonica
- Pterolophia gardneri
- Pterolophia gardneriana
- Pterolophia geelwinkiana
- Pterolophia ghanaana
- Pterolophia ghanaensis
- Pterolophia gigantea
- Pterolophia gigas
- Pterolophia globosa
- Pterolophia graciosa
- Pterolophia granulata
- Pterolophia granulosa
- Pterolophia gregalis
- Pterolophia griseofasciata
- Pterolophia griseofasciatipennis
- Pterolophia griseovaria
- Pterolophia grisescens
- Pterolophia grossepunctata
- Pterolophia grossepuncticollis
- Pterolophia grossescapa
- Pterolophia hebridarum
- Pterolophia henri-renaudi
- Pterolophia hiekei
- Pterolophia hiekiana
- Pterolophia hirsuta
- Pterolophia holobrunnea
- Pterolophia holorufa
- Pterolophia holzschuhi
- Pterolophia honesta
- Pterolophia hongkongensis
- Pterolophia horrida
- Pterolophia horridula
- Pterolophia hulstaerti
- Pterolophia humeralis
- Pterolophia humerosa
- Pterolophia humerosopunctata
- Pterolophia hybrida
- Pterolophia idioneus
- Pterolophia idoneoides
- Pterolophia illicita
- Pterolophia inaequalis
- Pterolophia inalbonotata
- Pterolophia incerta
- Pterolophia indica
- Pterolophia indistincta
- Pterolophia indistinctemaculata
- Pterolophia inexpectata
- Pterolophia infirmior
- Pterolophia innuganensis
- Pterolophia inplagiata
- Pterolophia instabilis
- Pterolophia insulana
- Pterolophia insularis
- Pterolophia insulicola
- Pterolophia intuberculata
- Pterolophia iringensis
- Pterolophia ivorensis
- Pterolophia izumikurana
- Pterolophia jacta
- Pterolophia javana
- Pterolophia javanica
- Pterolophia javicola
- Pterolophia jeanvoinei
- Pterolophia jiriensis
- Pterolophia jugosa
- Pterolophia kaleea
- Pterolophia kalisi
- Pterolophia kanoi
- Pterolophia kaszabi
- Pterolophia kenyana
- Pterolophia keyana
- Pterolophia keyensis
- Pterolophia kiangsina
- Pterolophia kilimandjaroensis
- Pterolophia kinabaluensis
- Pterolophia koreckae
- Pterolophia koshikijimana
- Pterolophia krishna
- Pterolophia kubokii
- Pterolophia kusamai
- Pterolophia kyushuensis
- Pterolophia lama
- Pterolophia laosensis
- Pterolophia latefascia
- Pterolophia lateflavovittata
- Pterolophia lateraliplagiata
- Pterolophia lateralis
- Pterolophia laterialba
- Pterolophia laterialbipennis
- Pterolophia lateripicta
- Pterolophia lateritia
- Pterolophia latipennis
- Pterolophia lemoulti
- Pterolophia lepida
- Pterolophia lesnei
- Pterolophia leucoloma
- Pterolophia lichenea
- Pterolophia ligata
- Pterolophia lineatipennis
- Pterolophia lobata
- Pterolophia lombokensis
- Pterolophia longicornis
- Pterolophia longiuscula
- Pterolophia longula
- Pterolophia longulipennis
- Pterolophia loochooana
- Pterolophia luctuosus
- Pterolophia lumawigi
- Pterolophia lumawigiana
- Pterolophia lumawigiensis
- Pterolophia lundbladi
- Pterolophia lunigera
- Pterolophia luteomarmorata
- Pterolophia luzonica
- Pterolophia luzonicola
- Pterolophia lychrosoides
- Pterolophia maacki
- Pterolophia macra
- Pterolophia major
- Pterolophia malabarica
- Pterolophia malaisei
- Pterolophia mallicolensis
- Pterolophia marmorata
- Pterolophia marmorea
- Pterolophia marshalliana
- Pterolophia matsushitai
- Pterolophia medioalbicollis
- Pterolophia medioalbovittata
- Pterolophia mediochracea
- Pterolophia mediofasciata
- Pterolophia mediofuscipennis
- Pterolophia mediomaculata
- Pterolophia mediophthalma
- Pterolophia mediopicta
- Pterolophia medioplagiata
- Pterolophia mediovittata
- Pterolophia meridionalis
- Pterolophia metallescens
- Pterolophia microphthalma
- Pterolophia mimecyroschema
- Pterolophia mimicus
- Pterolophia mimoconsularis
- Pterolophia mindanaonis
- Pterolophia mindoroensis
- Pterolophia minima
- Pterolophia ministrata
- Pterolophia minuta
- Pterolophia minutior
- Pterolophia minutissima
- Pterolophia misella
- Pterolophia mispiloides
- Pterolophia modesta
- Pterolophia montium
- Pterolophia mortoni
- Pterolophia mortoniana
- Pterolophia mouhoti
- Pterolophia moupinensis
- Pterolophia mozambica
- Pterolophia mucronata
- Pterolophia multicarinata
- Pterolophia multicarinatoides
- Pterolophia multicarinipennis
- Pterolophia multifasciculata
- Pterolophia multigibbulosa
- Pterolophia multimaculata
- Pterolophia multisignata
- Pterolophia multituberculata
- Pterolophia multituberculosa
- Pterolophia multivitticollis
- Pterolophia multivittipennis
- Pterolophia murina
- Pterolophia mutata
- Pterolophia neopomeriana
- Pterolophia niasica
- Pterolophia nicobarica
- Pterolophia nigricans
- Pterolophia nigrita
- Pterolophia nigrobiarcuata
- Pterolophia nigrocincta
- Pterolophia nigrocirculata
- Pterolophia nigrocirculatipennis
- Pterolophia nigroconjuncta
- Pterolophia nigrodorsalis
- Pterolophia nigrofasciata
- Pterolophia nigrofasciculata
- Pterolophia nigrolineaticollis
- Pterolophia nigromaculipennis
- Pterolophia nigroornatipennis
- Pterolophia nigropicta
- Pterolophia nigroplagiata
- Pterolophia nigroscutella
- Pterolophia nigroscutellata
- Pterolophia nigrosignata
- Pterolophia nigrosparsa
- Pterolophia nigrotransversefasciata
- Pterolophia nigrovirgulata
- Pterolophia nilghirica
- Pterolophia nitidomaculata
- Pterolophia nivea
- Pterolophia nobilis
- Pterolophia nodicollis
- Pterolophia nousopae
- Pterolophia obducta
- Pterolophia obliquata
- Pterolophia obliquealbovittata
- Pterolophia obliquefasciata
- Pterolophia obliquefasciculata
- Pterolophia obliquelineata
- Pterolophia obliqueplagiata
- Pterolophia obliquestriata
- Pterolophia obliquevittipennis
- Pterolophia obovata
- Pterolophia obscura
- Pterolophia obscurata
- Pterolophia obscuricolor
- Pterolophia obscuroides
- Pterolophia occidentalis
- Pterolophia ochraceolineata
- Pterolophia ochraceopicta
- Pterolophia ochreithorax
- Pterolophia ochreomaculata
- Pterolophia ochreomaculipennis
- Pterolophia ochreopunctata
- Pterolophia ochreoscutellaris
- Pterolophia ochreosignata
- Pterolophia ochreostictica
- Pterolophia ochreosticticollis
- Pterolophia ochreotriangularis
- Pterolophia ochreotriangularoices
- Pterolophia ochreovittata
- Pterolophia oculata
- Pterolophia olivacea
- Pterolophia omeishana
- Pterolophia oopsida
- Pterolophia orientalis
- Pterolophia ornatipennis
- Pterolophia oshimana
- Pterolophia ovalis
- Pterolophia ovata
- Pterolophia ovatula
- Pterolophia ovipennis
- Pterolophia palauana
- Pterolophia palawanica
- Pterolophia pallida
- Pterolophia pallidifrons
- Pterolophia papuana
- Pterolophia parabaiensis
- Pterolophia parachapaensis
- Pterolophia paracompacta
- Pterolophia paraconsularis
- Pterolophia paraflavescens
- Pterolophia paraforticornis
- Pterolophia paralaosensis
- Pterolophia paralatipennis
- Pterolophia paramicrophthalma
- Pterolophia paramulticarinata
- Pterolophia parangolensis
- Pterolophia parapilosipes
- Pterolophia parascripta
- Pterolophia parassamensis
- Pterolophia paravariolosa
- Pterolophia parobliquata
- Pterolophia parobscuroides
- Pterolophia parovalis
- Pterolophia partealbicollis
- Pterolophia partealboantenata
- Pterolophia partenigroantennalis
- Pterolophia partepostflava
- Pterolophia parvula
- Pterolophia pascoei
- Pterolophia pasteuri
- Pterolophia pedongana
- Pterolophia pedongensis
- Pterolophia pendleburyi
- Pterolophia penicillata
- Pterolophia peraffinis
- Pterolophia perakana
- Pterolophia perakensis
- Pterolophia persimilis
- Pterolophia persimiloides
- Pterolophia pfanneri
- Pterolophia phungi
- Pterolophia pici
- Pterolophia pictula
- Pterolophia pilosella
- Pterolophia pilosipennis
- Pterolophia pilosipes
- Pterolophia plicata
- Pterolophia ploemi
- Pterolophia plurialbostictica
- Pterolophia pluricarinipennis
- Pterolophia plurifasciculata
- Pterolophia pontianakensis
- Pterolophia postalbofasciata
- Pterolophia postbalteata
- Pterolophia postfasciculata
- Pterolophia postflavomaculata
- Pterolophia postfuscomaculata
- Pterolophia postmedioalba
- Pterolophia postscutellaris
- Pterolophia postsubflava
- Pterolophia praeapicemaculata
- Pterolophia praeclara
- Pterolophia preapicecarinata
- Pterolophia principis
- Pterolophia propinqua
- Pterolophia prosoploides
- Pterolophia proxima
- Pterolophia pseudapicata
- Pterolophia pseudobasalis
- Pterolophia pseudobscuroides
- Pterolophia pseudocarinata
- Pterolophia pseudocaudata
- Pterolophia pseudocostalis
- Pterolophia pseudoculata
- Pterolophia pseudoculatoides
- Pterolophia pseudodapensis
- Pterolophia pseudolaosensis
- Pterolophia pseudolunigera
- Pterolophia pseudomucronata
- Pterolophia pseudoprincipis
- Pterolophia pseudosecuta
- Pterolophia pseudotincta
- Pterolophia pulchra
- Pterolophia pulla
- Pterolophia punctigera
- Pterolophia pusilla
- Pterolophia pygmaea
- Pterolophia quadricristata
- Pterolophia quadricristipennis
- Pterolophia quadricristulata
- Pterolophia quadrifasciata
- Pterolophia quadrifasciculata
- Pterolophia quadrifasciculatipennis
- Pterolophia quadrigibbosa
- Pterolophia quadrigibbosipennis
- Pterolophia quadrilineatus
- Pterolophia quadrimaculata
- Pterolophia quadrinodosa
- Pterolophia quadrituberculata
- Pterolophia quadrivittata
- Pterolophia queenslandensis
- Pterolophia quentini
- Pterolophia quinquegibbicollis
- Pterolophia raffrayi
- Pterolophia reducta
- Pterolophia reduplicata
- Pterolophia rhodesiana
- Pterolophia rigida
- Pterolophia riouensis
- Pterolophia robinsoni
- Pterolophia robusta
- Pterolophia robustior
- Pterolophia romani
- Pterolophia rondoni
- Pterolophia rondoniana
- Pterolophia ropicoides
- Pterolophia rosacea
- Pterolophia rosselli
- Pterolophia rubiensis
- Pterolophia rubra
- Pterolophia rubricornis
- Pterolophia rufescens
- Pterolophia rufipennis
- Pterolophia rufobrunnea
- Pterolophia rufula
- Pterolophia rufuloides
- Pterolophia rugulosa
- Pterolophia saintaignani
- Pterolophia salebrosa
- Pterolophia salomonum
- Pterolophia sanghirica
- Pterolophia sanghiriensis
- Pterolophia sassensis
- Pterolophia schmidi
- Pterolophia schoudeteni
- Pterolophia schultzeana
- Pterolophia scopulifera
- Pterolophia scripta
- Pterolophia scutellaris
- Pterolophia secuta
- Pterolophia secutoides
- Pterolophia semiarcuata
- Pterolophia semicircularis
- Pterolophia semilunaris
- Pterolophia serrata
- Pterolophia serraticornis
- Pterolophia serricornis
- Pterolophia servilis
- Pterolophia shiva
- Pterolophia shortlandensis
- Pterolophia siamana
- Pterolophia siamensis
- Pterolophia sibuyana
- Pterolophia sibuyensis
- Pterolophia sikkimana
- Pterolophia sikkimensis
- Pterolophia similata
- Pterolophia similis
- Pterolophia simillima
- Pterolophia simplicior
- Pterolophia simulans
- Pterolophia simulata
- Pterolophia sinensis
- Pterolophia siporensis
- Pterolophia sobrina
- Pterolophia sordidata
- Pterolophia sparsepuncticollis
- Pterolophia speciosa
- Pterolophia spinicornis
- Pterolophia spinosa
- Pterolophia sterculiae
- Pterolophia sthenioides
- Pterolophia strandi
- Pterolophia strandiella
- Pterolophia strumosa
- Pterolophia subaequalis
- Pterolophia subaffinis
- Pterolophia subalbofasciata
- Pterolophia subbicarinata
- Pterolophia subbicolor
- Pterolophia subbitubericollis
- Pterolophia subchapaensis
- Pterolophia subcostata
- Pterolophia subdentaticornis
- Pterolophia subfasciata
- Pterolophia subflavescens
- Pterolophia subforticornis
- Pterolophia subfulvisparsa
- Pterolophia subfusca
- Pterolophia subgrisescens
- Pterolophia subleiopodina
- Pterolophia sublobata
- Pterolophia subminutissima
- Pterolophia subnigrosparsa
- Pterolophia subobscuricolor
- Pterolophia subovatula
- Pterolophia subropicoides
- Pterolophia subrubra
- Pterolophia subsellata
- Pterolophia subsignata
- Pterolophia subtincta
- Pterolophia subtriangularis
- Pterolophia subtubericollis
- Pterolophia subunicolor
- Pterolophia subvariolosa
- Pterolophia subvillaris
- Pterolophia suginoi
- Pterolophia suisapana
- Pterolophia sulcaticornis
- Pterolophia sulcatipennis
- Pterolophia sulcatithorax
- Pterolophia sumatrana
- Pterolophia sumatrensis
- Pterolophia sumbawana
- Pterolophia sumbawensis
- Pterolophia szetschuanensis
- Pterolophia szetschuanica
- Pterolophia szewezycki
- Pterolophia tenebrica
- Pterolophia tenebricoides
- Pterolophia tengahensis
- Pterolophia teocchii
- Pterolophia ternatensis
- Pterolophia theresae
- Pterolophia thibetana
- Pterolophia thomensis
- Pterolophia tibialis
- Pterolophia timorensis
- Pterolophia todui
- Pterolophia toekanensis
- Pterolophia tonkinensis
- Pterolophia touzalini
- Pterolophia transversefasciata
- Pterolophia transversefasciatipennis
- Pterolophia transverselineata
- Pterolophia transverseplagiata
- Pterolophia transverseunifasciata
- Pterolophia transversevittata
- Pterolophia triangularis
- Pterolophia trichofera
- Pterolophia trichotibialis
- Pterolophia tricolor
- Pterolophia tricoloripennis
- Pterolophia trifasciculata
- Pterolophia trilineicollis
- Pterolophia tristis
- Pterolophia tristoides
- Pterolophia trivittata
- Pterolophia trobriandensis
- Pterolophia truncata
- Pterolophia truncatella
- Pterolophia truncatipennis
- Pterolophia tsurugiana
- Pterolophia tuberculatithorax
- Pterolophia tuberculatrix
- Pterolophia tuberculicollis
- Pterolophia tuberculifera
- Pterolophia tuberculithorax
- Pterolophia tubericollis
- Pterolophia tuberipennis
- Pterolophia tuberosicollis
- Pterolophia tuberosithorax
- Pterolophia tugelensis
- Pterolophia ugandae
- Pterolophia ugandicola
- Pterolophia uhelensis
- Pterolophia undulata
- Pterolophia uniformipennis
- Pterolophia uniformis
- Pterolophia univinculata
- Pterolophia vagans
- Pterolophia vagestriata
- Pterolophia vagevittata
- Pterolophia variabilis
- Pterolophia varians
- Pterolophia variantennalis
- Pterolophia variegatus
- Pterolophia varievittata
- Pterolophia variolosa
- Pterolophia varipennis
- Pterolophia vientiannensis
- Pterolophia villaris
- Pterolophia villosa
- Pterolophia virgulata
- Pterolophia viridana
- Pterolophia viridegrisea
- Pterolophia vittata
- Pterolophia vittaticollis
- Pterolophia vitticollis
- Pterolophia wittmeri
- Pterolophia woodlarkiana
- Pterolophia yenae
- Pterolophia yunnana
- Pterolophia yunnanensis
- Pterolophia zebrinoides
- Pterolophia ziczac
- Pterolophia zonata

## Bildgalleri

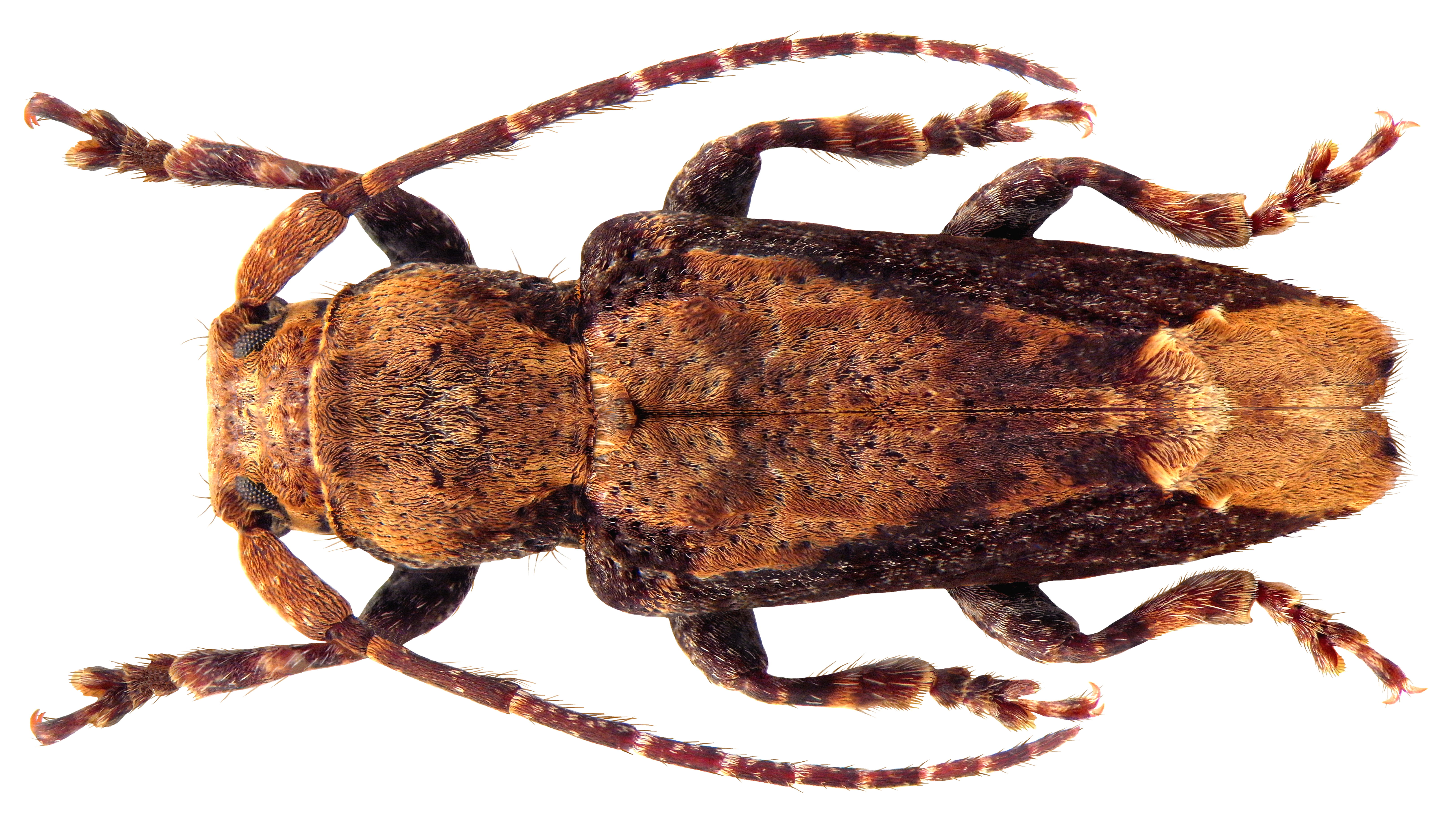